# Terchová

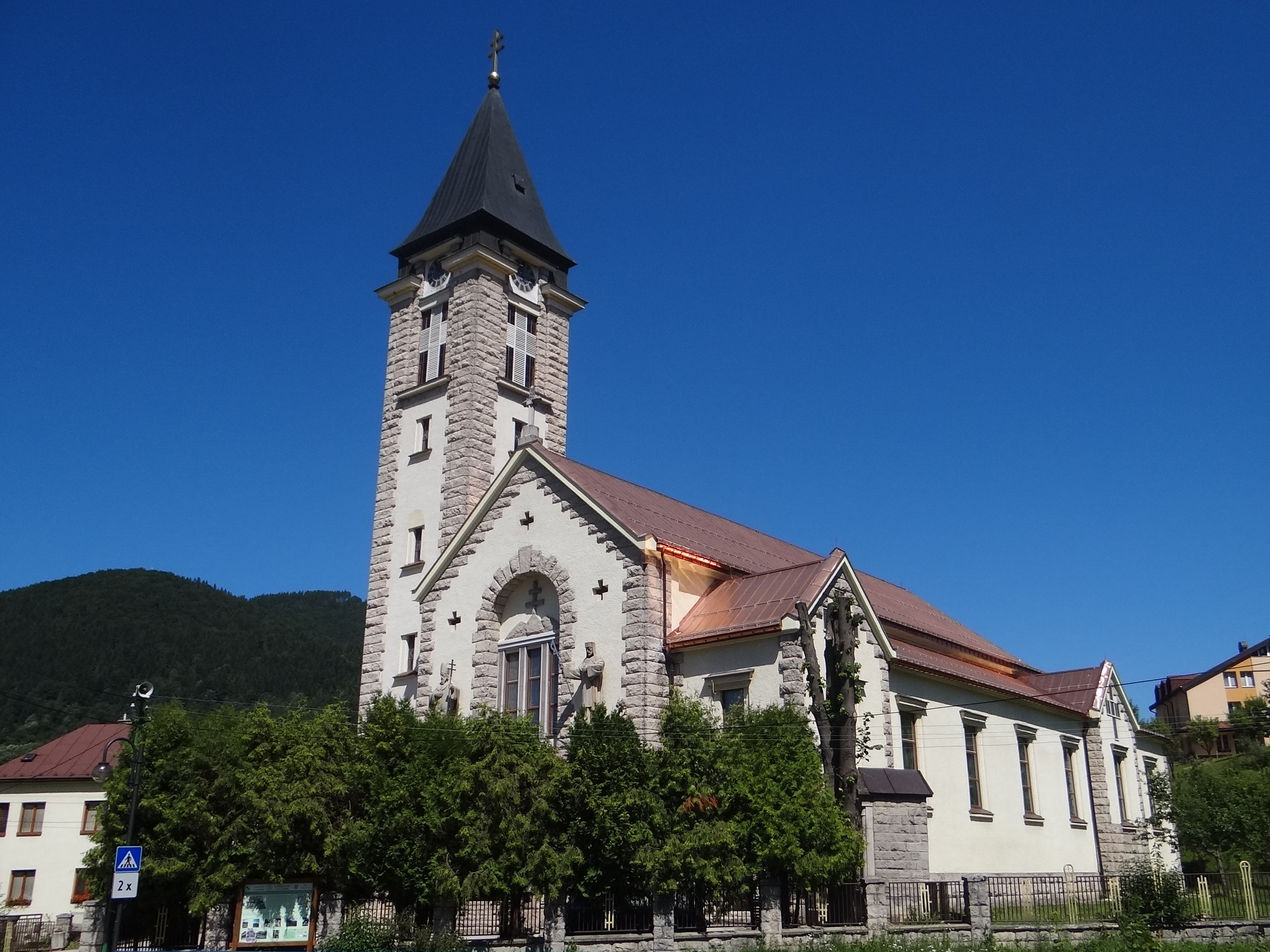
Kościół pw. św. Cyryla i Metodego

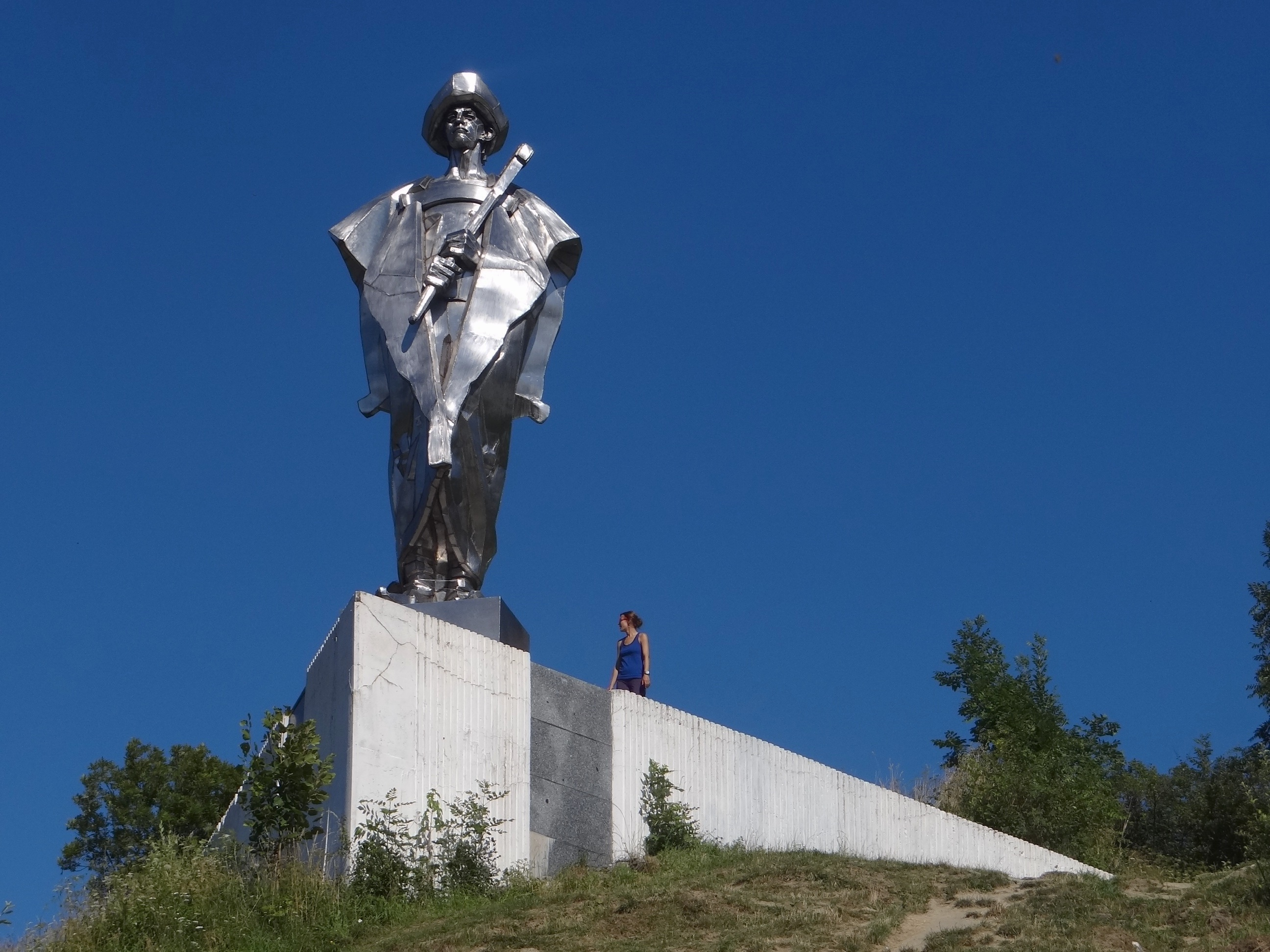
Pomnik Janosika w Terchovej

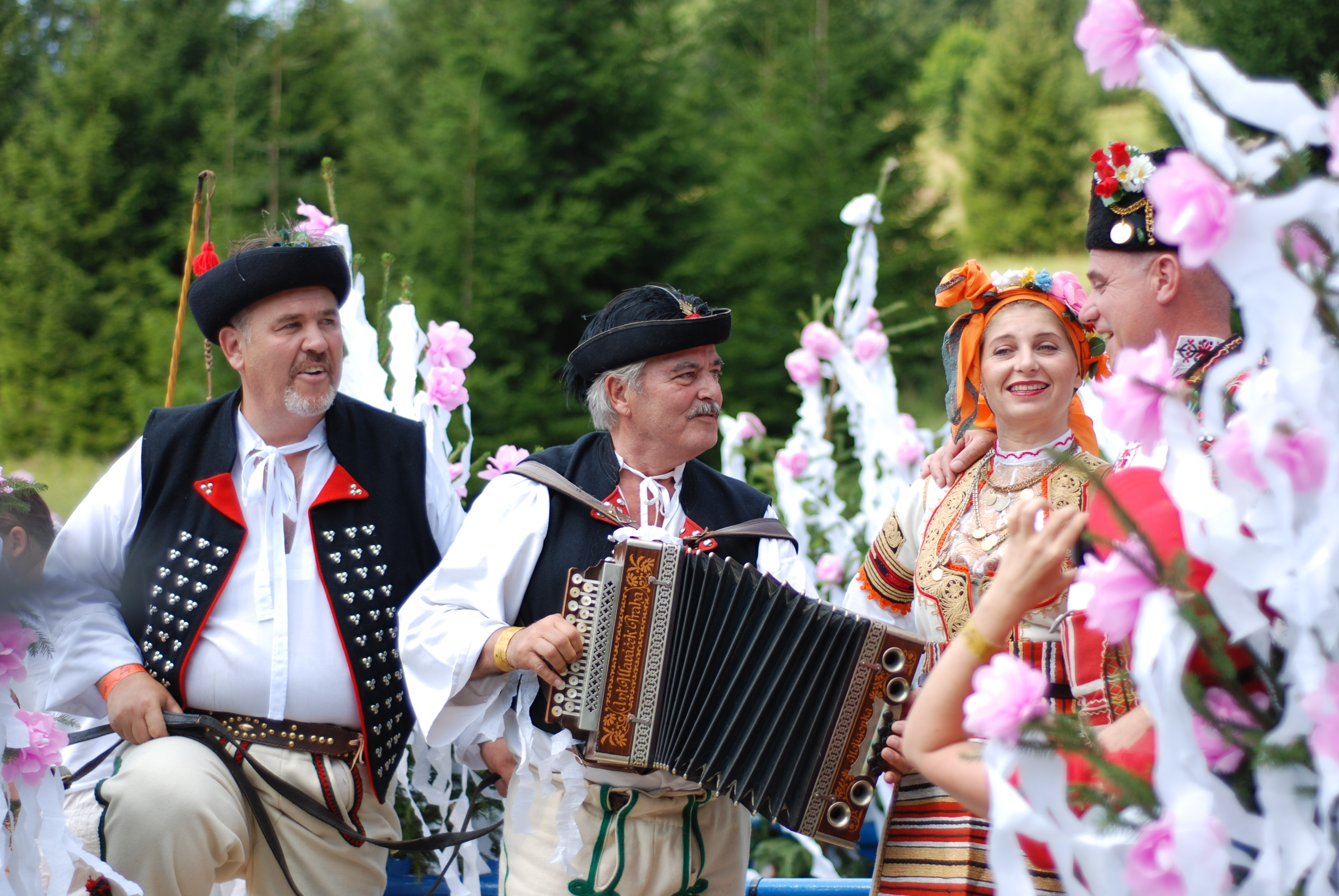
Dni Janosika, 2009

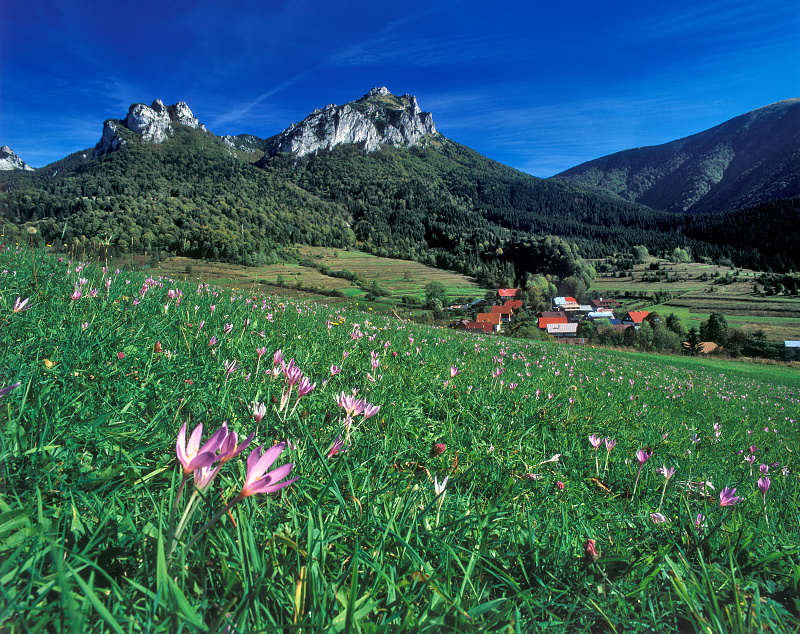
Štefanová i Mała Fatra

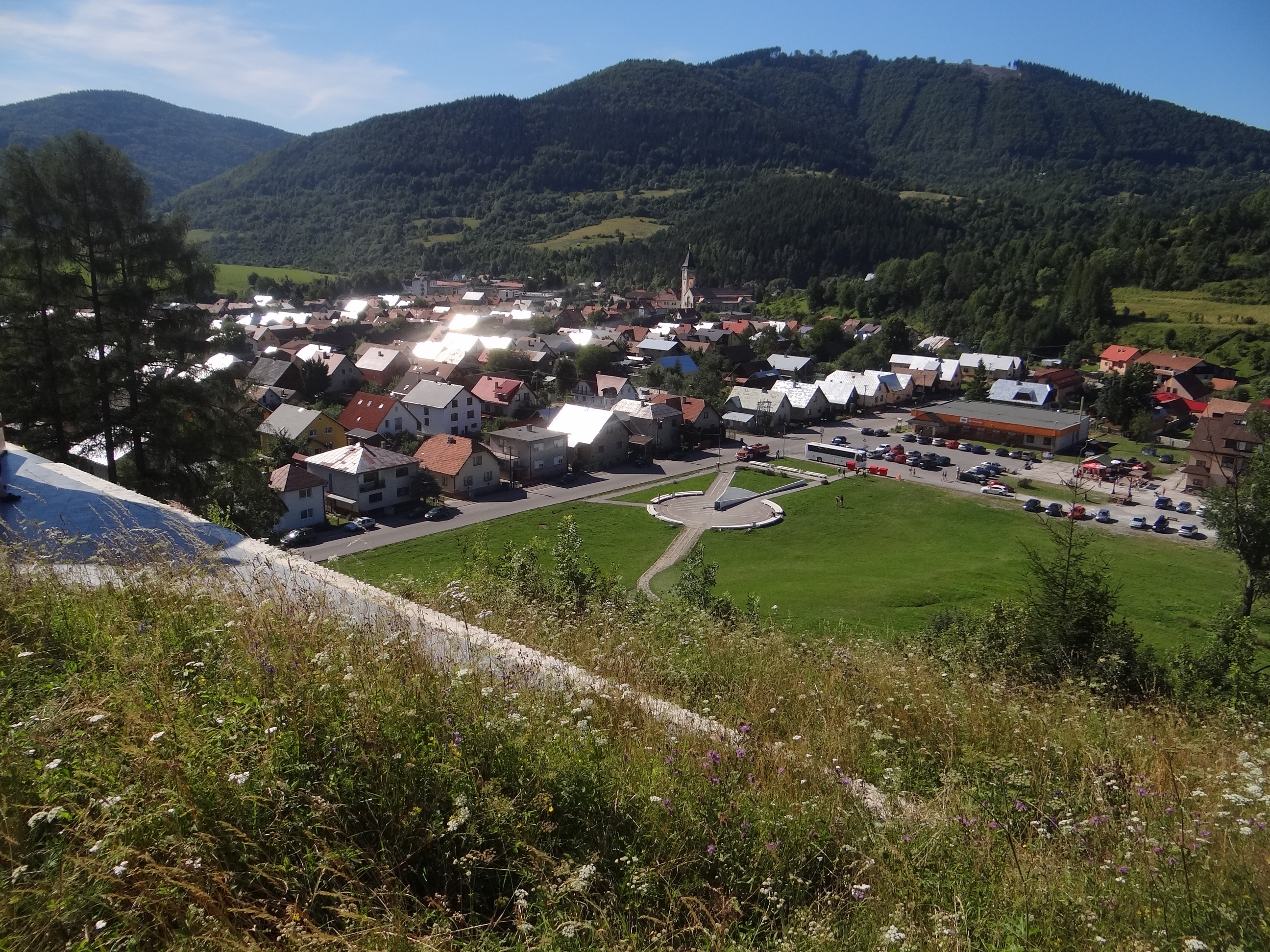
Terchová i Góry Kisuckie

Terchová (węg. Terhely) – wieś (obec) w północnej Słowacji (kraj żyliński, powiat Żylina), położona 25 km na wschód od Żyliny, przy wylocie Vrátnej doliny. Znajduje się na pograniczu dwóch mezoregionów geograficznych: Małej Fatry i Gór Kisuckich.
25 stycznia 1688 w Terchovej urodził się Juraj Jánošík. W 2013 roku tradycja muzyki z Terchovej została wpisana na listę reprezentatywną niematerialnego dziedzictwa kulturowego UNESCO.

## Geografia
Terchová położona jest w północno-zachodniej Słowacji (kraj żyliński, powiat Żylina), ok. 25 km na wschód od Żyliny, przy wylocie Vrátnej doliny na pograniczu dwóch mezoregionów geograficznych: Małej Fatry i Gór Kisuckich.

## Historia
Pierwsze ślady pobytu ludzi w rejonie Terchowej pochodzą z epoki brązu z ok. 1500 roku p.n.e. Sama wieś powstała w 1580 roku. W zachowanym do dziś dokumencie lokacyjnym z 22 kwietnia 1580 roku Mikołaj i Franciszek Dersffy, ówcześni właściciele "państwa" feudalnego Strečno–Gbeľany, pozwolili osiedlić się Jirikowi Mudranowi, który został sołtysem i innym 12 osadnikom na wyznaczonym miejscu "na Rovnej hore za Královu lúku". Osadnicy zostali na 12 lat zwolnieni od wszelkich danin i podatków, jedynie w przypadku wojny mieli obowiązek stawić się z bronią do dyspozycji pana. Sołtys miał prawo zbudować sobie młyn i tartak oraz swobodnie warzyć i sprzedawać piwo.
Wieś założona została na prawie wołoskim, które w tym czasie straciło już swe znaczenie etniczne i stawało się podstawą do jednej z form intensyfikacji gospodarki wiejskiej. Terchová była początkowo wsią pasterską, charakteryzującą się rozrzuconym osadnictwem i – początkowo – słabym rozwojem. W 1598 roku miała 19 gospodarstw – tylko o 6 więcej niż 18 lat wcześniej. Charakter osadnictwa ulegał zmianie, co związane było z napływem nowej ludności – szczególnie w XVII wieku, oraz rozwojem uprawy roli. W latach 1630–1700 przybyło na ten teren wiele rodzin z południa Słowacji, zagrożonego przez napady Turków, które osiedlały się w rozrzuconych po górach kopanicach i łazach. Gospodarstwa te obrastały w kolejne domy, tworząc osiedla nazywane od przezwiska pierwszego osadnika. W szczytowym okresie wieś liczyła ponad 120 takich przysiółków.
W drugiej połowie XVIII wieku Terchová miała już 438 domów, w których mieszkało 380 rodzin, liczących łącznie 2164 obywateli. Duże znaczenie dla rozwoju wsi miały dziedziny rzemiosła, bazujące na obróbce drewna. W połowie XIX wieku było we wsi 10 kół wodnych z piłami (tartaków) oraz jeden młyn papierniczy. Klęski naturalne w XIX wieku i emigracja do kopalń belgijskich i francuskich oraz do Ameryki, doprowadziły do znacznego zmniejszenia populacji. Wraz z ucieczką ludności po II wojnie światowej do miast, głównie Żyliny, spowodowało to zanik ok. 50 przysiółków i osad.
Pod koniec II wojny światowej Terchová została w znacznym stopniu zniszczona. Niemcy, ustępując przed nacierającym frontem, w dniach 8 i 9 kwietnia spalili wieś. Spłonęło 120 drewnianych domów wraz z należącymi do nich zabudowaniami gospodarczymi. Po wyzwoleniu ok. 100 rodzin pogorzelców wyprowadziło się stąd na południe Słowacji. Odbudowa wsi – już murowanej – miała miejsce w latach 1947–1950. Kolejna fala rozbudowy wsi zaczęła się w latach 90. XX wieku, kiedy to nastąpił jej rozwój jako miejscowości wypoczynkowej i stacji narciarskiej.
Obecnie Terchová jest znaną miejscowością turystyczną z rozbudowaną bazą noclegową i gastronomiczną, punktem wypadowym w pasmo Małej Fatry. Posiada kilka wyciągów narciarskich i dobrą komunikację autobusową z Żyliną.

## Juraj Jánošík
25 stycznia 1688 w Terchovej urodził się Juraj Jánošík. Jego pomnik – nadnaturalnej wielkości postać zbójnika wykonana w 1988 roku ze stali nierdzewnej według projektu Jána Kulicha – znajduje się u wlotu Doliny Wratnej (sł. Vrátna dolina). We wsi znajduje się również Muzeum Janosika.
Stylizowana postać Janosika jest umieszczona w herbie miejscowości.
W okresie lipiec-sierpień w Terchovej odbywa się festiwal folklorystyczny – Dni Janosika (sł. Jánošíkove dni).

## Architektura
- kościół św. Cyryla i Metodego – położony w centrum miejscowości, zbudowany w latach 1942–1949. W oknach kościoła wytrawione na matowo sceny z życia Cyryla i Metodego. W kościele znajduje się wyrzeźbiona w drewnie całoroczna szopka bożonarodzeniowa, tzw. Betlejka – dzieło lokalnych artystów Štefana Hanuliaka, Jozefa Holúbka i Štefana Krištofíka powstałe w 1976 roku[12].
- pomnik Juraja Janosika – położony na wzgórzu nad wsią, wykonany ze stalowej blachy nierdzewnej według projektu Jána Kulicha, odsłonięty podczas festiwalu Dni Janosika w 300. rocznicę urodzin zbójnika w 1988 roku[13].

## Muzyka
W Terchovej rozwinęła się charakterystyczna, skoczna muzyka ludowa (sł. Terchovská ľudová hudba, Drevená muzika, Buková muzika, Nebeská muzika, Terchovská ľudovka). Utwory instrumentalne i wokalne wykonywane są najczęściej przez 3, 4 lub 5-osobowe zespoły (dwustrunowy bas, akordeon diatoniczny), często jako akompaniament do tańca. Muzyce towarzyszy biały śpiew. Do tradycji muzycznej Terchovej zalicza się również grę solową na fujarach pasterskich. Technika gry przekazywana jest z pokolenia na pokolenie – w każdym przysiółku był zespół, który wypracował własny rodzaj muzyki i gry, zarachowując przy tym charakterystyczne brzmienie z Terchovej.
W 2013 roku tradycja muzyki z Terchovej została wpisana na listę reprezentatywną niematerialnego dziedzictwa kulturowego UNESCO.